# Comunele Italiei (V)
Această pagină conține lista comunelor din Italia a căror nume începe cu litera V. 
Pentru fiecare comună este indicată provincia și regiunea de care aparține.
| Comună                            | Provincie             | Regiune               |
| --------------------------------- | --------------------- | --------------------- |
| Vaccarizzo Albanese 7545          | Cosenza               | Calabria              |
| Vacone 7546                       | Rieti                 | Lazio                 |
| Vacri 7547                        | Chieti                | Abruzzo               |
| Vadena 7548                       | Bolzano               | Trentino-Alto Adige   |
| Vado Ligure 7549                  | Savona                | Liguria               |
| Vagli Sotto 7550                  | Lucca                 | Toscana               |
| Vaglia                            | Florența              | Toscana               |
| Vaglio Basilicata                 | Potenza               | Basilicata            |
| Vaglio Serra                      | Asti                  | Piemont               |
| Vaiano                            | Prato                 | Toscana               |
| Vaiano Cremasco                   | Cremona               | Lombardia             |
| Vaie                              | Torino                | Piemont               |
| Vailate                           | Cremona               | Lombardia             |
| Vairano Patenora                  | Caserta               | Campania              |
| Vajont                            | Pordenone             | Friuli-Veneția Giulia |
| Val della Torre 7560              | Torino                | Piemont               |
| Val di Nizza                      | Pavia                 | Lombardia             |
| Val di Vizze                      | Bolzano               | Trentino-Alto Adige   |
| Val Masino                        | Sondrio               | Lombardia             |
| Val Rezzo                         | Como                  | Lombardia             |
| Valbondione                       | Bergamo               | Lombardia             |
| Valbrembo                         | Bergamo               | Lombardia             |
| Valbrevenna                       | Genova                | Liguria               |
| Valbrona                          | Como                  | Lombardia             |
| Valda                             | Trento                | Trentino-Alto Adige   |
| Valdagno 7570                     | Vicenza               | Veneto                |
| Valdaora                          | Bolzano               | Trentino-Alto Adige   |
| Valdastico                        | Vicenza               | Veneto                |
| Valdengo                          | Biella                | Piemont               |
| Valderice                         | Trapani               | Sicilia               |
| Valdidentro                       | Sondrio               | Lombardia             |
| Valdieri                          | Cuneo                 | Piemont               |
| Valdina                           | Messina               | Sicilia               |
| Valdisotto                        | Sondrio               | Lombardia             |
| Valdobbiadene                     | Treviso               | Veneto                |
| Valduggia 7580                    | Vercelli              | Piemont               |
| Valeggio                          | Pavia                 | Lombardia             |
| Valeggio sul Mincio               | Verona                | Veneto                |
| Valentano                         | Viterbo               | Lazio                 |
| Valenza                           | Alessandria           | Piemont               |
| Valenzano                         | Bari                  | Puglia                |
| Valera Fratta                     | Lodi                  | Lombardia             |
| Valfabbrica                       | Perugia               | Umbria                |
| Valfenera                         | Asti                  | Piemont               |
| Valfloriana                       | Trento                | Trentino-Alto Adige   |
| Valfurva 7590                     | Sondrio               | Lombardia             |
| Valganna                          | Varese                | Lombardia             |
| Valgioie                          | Torino                | Piemont               |
| Valgoglio                         | Bergamo               | Lombardia             |
| Valgrana                          | Cuneo                 | Piemont               |
| Valgreghentino                    | Lecco                 | Lombardia             |
| Valgrisenche                      | Aosta                 | Valle d'Aosta         |
| Valguarnera Caropepe              | Enna                  | Sicilia               |
| Vallada Agordina                  | Belluno               | Veneto                |
| Vallanzengo                       | Biella                | Piemont               |
| Vallarsa 7600                     | Trento                | Trentino-Alto Adige   |
| Vallata                           | Avellino              | Campania              |
| Valle Agricola                    | Caserta               | Campania              |
| Valle Aurina                      | Bolzano               | Trentino-Alto Adige   |
| Valle Castellana                  | Teramo                | Abruzzo               |
| Valle dell'Angelo                 | Salerno               | Campania              |
| Valle di Cadore                   | Belluno               | Veneto                |
| Valle di Casies                   | Bolzano               | Trentino-Alto Adige   |
| Valle di Maddaloni                | Caserta               | Campania              |
| Valle Lomellina                   | Pavia                 | Lombardia             |
| Valle Mosso 7610                  | Biella                | Piemont               |
| Valle Salimbene                   | Pavia                 | Lombardia             |
| Valle San Nicolao                 | Biella                | Piemont               |
| Vallebona                         | Imperia               | Liguria               |
| Vallecorsa                        | Frosinone             | Lazio                 |
| Vallecrosia                       | Imperia               | Liguria               |
| Valledolmo                        | Palermo               | Sicilia               |
| Valledoria                        | Sassari               | Sardinia              |
| Vallefiorita                      | Catanzaro             | Calabria              |
| Vallelonga                        | Vibo Valentia         | Calabria              |
| Vallelunga Pratameno 7620         | Caltanissetta         | Sicilia               |
| Vallemaio                         | Frosinone             | Lazio                 |
| Vallepietra                       | Roma                  | Lazio                 |
| Vallerano                         | Viterbo               | Lazio                 |
| Vallermosa                        | Cagliari              | Sardinia              |
| Vallerotonda                      | Frosinone             | Lazio                 |
| Vallesaccarda                     | Avellino              | Campania              |
| Valleve                           | Bergamo               | Lombardia             |
| Valli del Pasubio                 | Vicenza               | Veneto                |
| Vallinfreda                       | Roma                  | Lazio                 |
| Vallio Terme 7630                 | Brescia               | Lombardia             |
| Vallo della Lucania               | Salerno               | Campania              |
| Vallo di Nera                     | Perugia               | Umbria                |
| Vallo Torinese                    | Torino                | Piemont               |
| Valloriate                        | Cuneo                 | Piemont               |
| Valmacca                          | Alessandria           | Piemont               |
| Valmadrera                        | Lecco                 | Lombardia             |
| Valmala                           | Cuneo                 | Piemont               |
| Valmontone                        | Roma                  | Lazio                 |
| Valmorea                          | Como                  | Lombardia             |
| Valmozzola 7640                   | Parma                 | Emilia-Romagna        |
| Valnegra                          | Bergamo               | Lombardia             |
| Valpelline                        | Aosta                 | Valle d'Aosta         |
| Valperga                          | Torino                | Piemont               |
| Valprato Soana                    | Torino                | Piemont               |
| Valsavarenche                     | Aosta                 | Valle d'Aosta         |
| Valsecca                          | Bergamo               | Lombardia             |
| Valsinni                          | Matera                | Basilicata            |
| Valsolda                          | Como                  | Lombardia             |
| Valstagna                         | Vicenza               | Veneto                |
| Valstrona 7650                    | Verbano-Cusio-Ossola  | Piemont               |
| Valtopina                         | Perugia               | Umbria                |
| Valtorta                          | Bergamo               | Lombardia             |
| Valtournenche                     | Aosta                 | Valle d'Aosta         |
| Valva                             | Salerno               | Campania              |
| Valvasone                         | Pordenone             | Friuli-Veneția Giulia |
| Valverde                          | Pavia                 | Lombardia             |
| Valverde                          | Catania               | Sicilia               |
| Valvestino                        | Brescia               | Lombardia             |
| Vandoies                          | Bolzano               | Trentino-Alto Adige   |
| Vanzaghello 7660                  | Milano                | Lombardia             |
| Vanzago                           | Milano                | Lombardia             |
| Vanzone con San Carlo             | Verbano-Cusio-Ossola  | Piemont               |
| Vaprio d'Adda                     | Milano                | Lombardia             |
| Vaprio d'Agogna                   | Novara                | Piemont               |
| Varallo                           | Vercelli              | Piemont               |
| Varallo Pombia                    | Novara                | Piemont               |
| Varano Borghi                     | Varese                | Lombardia             |
| Varano de' Melegari               | Parma                 | Emilia-Romagna        |
| Varapodio                         | Reggio Calabria       | Calabria              |
| Varazze 7670                      | Savona                | Liguria               |
| Varco Sabino                      | Rieti                 | Lazio                 |
| Varedo                            | Monza e della Brianza | Lombardia             |
| Varena                            | Trento                | Trentino-Alto Adige   |
| Varenna                           | Lecco                 | Lombardia             |
| Varese                            | Varese                | Lombardia             |
| Varese Ligure                     | Spezia                | Liguria               |
| Varisella                         | Torino                | Piemont               |
| Varmo                             | Udine                 | Friuli-Veneția Giulia |
| Varna                             | Bolzano               | Trentino-Alto Adige   |
| Varsi 7680                        | Parma                 | Emilia-Romagna        |
| Varzi                             | Pavia                 | Lombardia             |
| Varzo                             | Verbano-Cusio-Ossola  | Piemont               |
| Vasanello                         | Viterbo               | Lazio                 |
| Vasia                             | Imperia               | Liguria               |
| Vasto                             | Chieti                | Abruzzo               |
| Vastogirardi                      | Isernia               | Molise                |
| Vattaro                           | Trento                | Trentino-Alto Adige   |
| Vauda Canavese                    | Torino                | Piemont               |
| Vazzano 7690                      | Vibo Valentia         | Calabria              |
| Vazzola                           | Treviso               | Veneto                |
| Vecchiano                         | Pisa                  | Toscana               |
| Vedano al Lambro                  | Monza e della Brianza | Lombardia             |
| Vedano Olona                      | Varese                | Lombardia             |
| Veddasca                          | Varese                | Lombardia             |
| Vedelago                          | Treviso               | Veneto                |
| Vedeseta                          | Bergamo               | Lombardia             |
| Veduggio con Colzano              | Monza e della Brianza | Lombardia             |
| Veggiano                          | Padova                | Veneto                |
| Veglie 7700                       | Lecce                 | Puglia                |
| Veglio                            | Biella                | Piemont               |
| Vejano                            | Viterbo               | Lazio                 |
| Veleso                            | Como                  | Lombardia             |
| Velezzo Lomellina                 | Pavia                 | Lombardia             |
| Velletri                          | Roma                  | Lazio                 |
| Vellezzo Bellini                  | Pavia                 | Lombardia             |
| Velo d'Astico                     | Vicenza               | Veneto                |
| Velo Veronese                     | Verona                | Veneto                |
| Velturno                          | Bolzano               | Trentino-Alto Adige   |
| Venafro 7710                      | Isernia               | Molise                |
| Venaria Reale                     | Torino                | Piemont               |
| Venarotta                         | Ascoli Piceno         | Marche                |
| Venasca                           | Cuneo                 | Piemont               |
| Venaus                            | Torino                | Piemont               |
| Vendone                           | Savona                | Liguria               |
| Vendrogno                         | Lecco                 | Lombardia             |
| Venegono Inferiore                | Varese                | Lombardia             |
| Venegono Superiore                | Varese                | Lombardia             |
| Venetico                          | Messina               | Sicilia               |
| Veneția 7720                      | Veneția               | Veneto                |
| Veniano                           | Como                  | Lombardia             |
| Venosa                            | Potenza               | Basilicata            |
| Venticano                         | Avellino              | Campania              |
| Ventimiglia                       | Imperia               | Liguria               |
| Ventimiglia di Sicilia            | Palermo               | Sicilia               |
| Ventotene                         | Latina                | Lazio                 |
| Venzone                           | Udine                 | Friuli-Veneția Giulia |
| Verano                            | Bolzano               | Trentino-Alto Adige   |
| Verano Brianza                    | Monza e della Brianza | Lombardia             |
| Verbania 7730                     | Verbano-Cusio-Ossola  | Piemont               |
| Verbicaro                         | Cosenza               | Calabria              |
| Vercana                           | Como                  | Lombardia             |
| Verceia                           | Sondrio               | Lombardia             |
| Vercelli                          | Vercelli              | Piemont               |
| Vercurago                         | Lecco                 | Lombardia             |
| Verdellino                        | Bergamo               | Lombardia             |
| Verdello                          | Bergamo               | Lombardia             |
| Verderio Inferiore                | Lecco                 | Lombardia             |
| Verderio Superiore                | Lecco                 | Lombardia             |
| Verduno 7740                      | Cuneo                 | Piemont               |
| Vergato                           | Bologna               | Emilia-Romagna        |
| Vergemoli                         | Lucca                 | Toscana               |
| Verghereto                        | Forlì-Cesena          | Emilia-Romagna        |
| Vergiate                          | Varese                | Lombardia             |
| Vermezzo                          | Milano                | Lombardia             |
| Vermiglio                         | Trento                | Trentino-Alto Adige   |
| Vernante                          | Cuneo                 | Piemont               |
| Vernasca                          | Piacenza              | Emilia-Romagna        |
| Vernate                           | Milano                | Lombardia             |
| Vernazza 7750                     | Spezia                | Liguria               |
| Vernio                            | Prato                 | Toscana               |
| Vernole                           | Lecce                 | Puglia                |
| Verolanuova                       | Brescia               | Lombardia             |
| Verolavecchia                     | Brescia               | Lombardia             |
| Verolengo                         | Torino                | Piemont               |
| Veroli                            | Frosinone             | Lazio                 |
| Verona                            | Verona                | Veneto                |
| Veronella                         | Verona                | Veneto                |
| Verrayes                          | Aosta                 | Valle d'Aosta         |
| Verrès 7760                       | Aosta                 | Valle d'Aosta         |
| Verretto                          | Pavia                 | Lombardia             |
| Verrone                           | Biella                | Piemont               |
| Verrua Po                         | Pavia                 | Lombardia             |
| Verrua Savoia                     | Torino                | Piemont               |
| Vertemate con Minoprio            | Como                  | Lombardia             |
| Vertova                           | Bergamo               | Lombardia             |
| Verucchio                         | Rimini                | Emilia-Romagna        |
| Veruno                            | Novara                | Piemont               |
| Vervio                            | Sondrio               | Lombardia             |
| Vervò 7770                        | Trento                | Trentino-Alto Adige   |
| Verzegnis                         | Udine                 | Friuli-Veneția Giulia |
| Verzino                           | Crotone               | Calabria              |
| Verzuolo                          | Cuneo                 | Piemont               |
| Vescovana                         | Padova                | Veneto                |
| Vescovato                         | Cremona               | Lombardia             |
| Vesime                            | Asti                  | Piemont               |
| Vespolate                         | Novara                | Piemont               |
| Vessalico                         | Imperia               | Liguria               |
| Vestenanova                       | Verona                | Veneto                |
| Vestignè 7780                     | Torino                | Piemont               |
| Vestone                           | Brescia               | Lombardia             |
| Vestreno                          | Lecco                 | Lombardia             |
| Vetralla                          | Viterbo               | Lazio                 |
| Vetto                             | Reggio Emilia         | Emilia-Romagna        |
| Vezza d'Alba                      | Cuneo                 | Piemont               |
| Vezza d'Oglio                     | Brescia               | Lombardia             |
| Vezzano                           | Trento                | Trentino-Alto Adige   |
| Vezzano Ligure                    | Spezia                | Liguria               |
| Vezzano sul Crostolo              | Reggio Emilia         | Emilia-Romagna        |
| Vezzi Portio 7790                 | Savona                | Liguria               |
| Viadana                           | Mantova               | Lombardia             |
| Viadanica                         | Bergamo               | Lombardia             |
| Viagrande                         | Catania               | Sicilia               |
| Viale                             | Asti                  | Piemont               |
| Vialfrè                           | Torino                | Piemont               |
| Viano                             | Reggio Emilia         | Emilia-Romagna        |
| Viareggio                         | Lucca                 | Toscana               |
| Viarigi                           | Asti                  | Piemont               |
| Vibo Valentia                     | Vibo Valentia         | Calabria              |
| Vibonati 7800                     | Salerno               | Campania              |
| Vicalvi                           | Frosinone             | Lazio                 |
| Vicari                            | Palermo               | Sicilia               |
| Vicchio                           | Florența              | Toscana               |
| Vicenza                           | Vicenza               | Veneto                |
| Vico Canavese                     | Torino                | Piemont               |
| Vico del Gargano                  | Foggia                | Puglia                |
| Vico Equense                      | Napoli                | Campania              |
| Vico nel Lazio                    | Frosinone             | Lazio                 |
| Vicoforte                         | Cuneo                 | Piemont               |
| Vicoli 7810                       | Pescara               | Abruzzo               |
| Vicolungo                         | Novara                | Piemont               |
| Vicopisano                        | Pisa                  | Toscana               |
| Vicovaro                          | Roma                  | Lazio                 |
| Viddalba                          | Sassari               | Sardinia              |
| Vidigulfo                         | Pavia                 | Lombardia             |
| Vidor                             | Treviso               | Veneto                |
| Vidracco                          | Torino                | Piemont               |
| Vieste                            | Foggia                | Puglia                |
| Vietri di Potenza                 | Potenza               | Basilicata            |
| Vietri sul Mare 7820              | Salerno               | Campania              |
| Viganella                         | Verbano-Cusio-Ossola  | Piemont               |
| Viganò                            | Lecco                 | Lombardia             |
| Vigano San Martino                | Bergamo               | Lombardia             |
| Vigarano Mainarda                 | Ferrara               | Emilia-Romagna        |
| Vigasio                           | Verona                | Veneto                |
| Vigevano                          | Pavia                 | Lombardia             |
| Viggianello                       | Potenza               | Basilicata            |
| Viggiano                          | Potenza               | Basilicata            |
| Viggiù                            | Varese                | Lombardia             |
| Vighizzolo d'Este 7830            | Padova                | Veneto                |
| Vigliano Biellese                 | Biella                | Piemont               |
| Vigliano d'Asti                   | Asti                  | Piemont               |
| Vignale Monferrato                | Alessandria           | Piemont               |
| Vignanello                        | Viterbo               | Lazio                 |
| Vignate                           | Milano                | Lombardia             |
| Vignola                           | Modena                | Emilia-Romagna        |
| Vignola-Falesina                  | Trento                | Trentino-Alto Adige   |
| Vignole Borbera                   | Alessandria           | Piemont               |
| Vignolo                           | Cuneo                 | Piemont               |
| Vignone 7840                      | Verbano-Cusio-Ossola  | Piemont               |
| Vigo di Cadore                    | Belluno               | Veneto                |
| Vigo di Fassa                     | Trento                | Trentino-Alto Adige   |
| Vigo Rendena                      | Trento                | Trentino-Alto Adige   |
| Vigodarzere                       | Padova                | Veneto                |
| Vigolo                            | Bergamo               | Lombardia             |
| Vigolo Vattaro                    | Trento                | Trentino-Alto Adige   |
| Vigolzone                         | Piacenza              | Emilia-Romagna        |
| Vigone                            | Torino                | Piemont               |
| Vigonovo                          | Veneția               | Veneto                |
| Vigonza 7850                      | Padova                | Veneto                |
| Viguzzolo                         | Alessandria           | Piemont               |
| Villa Agnedo                      | Trento                | Trentino-Alto Adige   |
| Villa Bartolomea                  | Verona                | Veneto                |
| Villa Basilica                    | Lucca                 | Toscana               |
| Villa Biscossi                    | Pavia                 | Lombardia             |
| Villa Carcina                     | Brescia               | Lombardia             |
| Villa Castelli                    | Brindisi              | Puglia                |
| Villa Celiera                     | Pescara               | Abruzzo               |
| Villa Collemandina                | Lucca                 | Toscana               |
| Villa Cortese 7860                | Milano                | Lombardia             |
| Villa d'Adda                      | Bergamo               | Lombardia             |
| Villa d'Almè                      | Bergamo               | Lombardia             |
| Villa d'Ogna                      | Bergamo               | Lombardia             |
| Villa del Bosco                   | Biella                | Piemont               |
| Villa del Conte                   | Padova                | Veneto                |
| Villa di Briano                   | Caserta               | Campania              |
| Villa di Chiavenna                | Sondrio               | Lombardia             |
| Villa di Serio                    | Bergamo               | Lombardia             |
| Villa di Tirano                   | Sondrio               | Lombardia             |
| Villa Estense 7870                | Padova                | Veneto                |
| Villa Faraldi                     | Imperia               | Liguria               |
| Villa Guardia                     | Como                  | Lombardia             |
| Villa Lagarina                    | Trento                | Trentino-Alto Adige   |
| Villa Latina                      | Frosinone             | Lazio                 |
| Villa Literno                     | Caserta               | Campania              |
| Villa Minozzo                     | Reggio Emilia         | Emilia-Romagna        |
| Villa Poma                        | Mantova               | Lombardia             |
| Villa Rendena                     | Trento                | Trentino-Alto Adige   |
| Villa San Giovanni                | Reggio Calabria       | Calabria              |
| Villa San Giovanni in Tuscia 7880 | Viterbo               | Lazio                 |
| Villa San Pietro                  | Cagliari              | Sardinia              |
| Villa San Secondo                 | Asti                  | Piemont               |
| Villa Sant'Angelo                 | L'Aquila              | Abruzzo               |
| Villa Sant'Antonio                | Oristano              | Sardinia              |
| Villa Santa Lucia                 | Frosinone             | Lazio                 |
| Villa Santa Lucia degli Abruzzi   | L'Aquila              | Abruzzo               |
| Villa Santa Maria                 | Chieti                | Abruzzo               |
| Villa Santina                     | Udine                 | Friuli-Veneția Giulia |
| Villa Santo Stefano               | Frosinone             | Lazio                 |
| Villa Verde 7890                  | Oristano              | Sardinia              |
| Villa Vicentina                   | Udine                 | Friuli-Veneția Giulia |
| Villabassa                        | Bolzano               | Trentino-Alto Adige   |
| Villabate                         | Palermo               | Sicilia               |
| Villachiara                       | Brescia               | Lombardia             |
| Villacidro                        | Medio Campidano       | Sardinia              |
| Villadeati                        | Alessandria           | Piemont               |
| Villadose                         | Rovigo                | Veneto                |
| Villadossola                      | Verbano-Cusio-Ossola  | Piemont               |
| Villafalletto                     | Cuneo                 | Piemont               |
| Villafranca d'Asti 7900           | Asti                  | Piemont               |
| Villafranca di Verona             | Verona                | Veneto                |
| Villafranca in Lunigiana          | Massa e Carrara       | Toscana               |
| Villafranca Padovana              | Padova                | Veneto                |
| Villafranca Piemont               | Torino                | Piemont               |
| Villafranca Sicula                | Agrigento             | Sicilia               |
| Villafranca Tirrena               | Messina               | Sicilia               |
| Villafrati                        | Palermo               | Sicilia               |
| Villaga                           | Vicenza               | Veneto                |
| Villagrande Strisaili             | Nuoro                 | Sardinia              |
| Villalago 7910                    | L'Aquila              | Abruzzo               |
| Villalba                          | Caltanissetta         | Sicilia               |
| Villalfonsina                     | Chieti                | Abruzzo               |
| Villalvernia                      | Alessandria           | Piemont               |
| Villamagna                        | Chieti                | Abruzzo               |
| Villamaina                        | Avellino              | Campania              |
| Villamar                          | Medio Campidano       | Sardinia              |
| Villamarzana                      | Rovigo                | Veneto                |
| Villamassargia                    | Carbonia-Iglesias     | Sardinia              |
| Villamiroglio                     | Alessandria           | Piemont               |
| Villandro 7920                    | Bolzano               | Trentino-Alto Adige   |
| Villanova Biellese                | Biella                | Piemont               |
| Villanova Canavese                | Torino                | Piemont               |
| Villanova d'Albenga               | Savona                | Liguria               |
| Villanova d'Ardenghi              | Pavia                 | Lombardia             |
| Villanova d'Asti                  | Asti                  | Piemont               |
| Villanova del Battista            | Avellino              | Campania              |
| Villanova del Ghebbo              | Rovigo                | Veneto                |
| Villanova del Sillaro             | Lodi                  | Lombardia             |
| Villanova di Camposampiero        | Padova                | Veneto                |
| Villanova Marchesana 7930         | Rovigo                | Veneto                |
| Villanova Mondovì                 | Cuneo                 | Piemont               |
| Villanova Monferrato              | Alessandria           | Piemont               |
| Villanova Monteleone              | Sassari               | Sardinia              |
| Villanova Solaro                  | Cuneo                 | Piemont               |
| Villanova sull'Arda               | Piacenza              | Emilia-Romagna        |
| Villanova Truschedu               | Oristano              | Sardinia              |
| Villanova Tulo                    | Cagliari              | Sardinia              |
| Villanovaforru                    | Medio Campidano       | Sardinia              |
| Villanovafranca                   | Medio Campidano       | Sardinia              |
| Villanterio 7940                  | Pavia                 | Lombardia             |
| Villanuova sul Clisi              | Brescia               | Lombardia             |
| Villaperuccio                     | Carbonia-Iglesias     | Sardinia              |
| Villapiana                        | Cosenza               | Calabria              |
| Villaputzu                        | Cagliari              | Sardinia              |
| Villar Dora                       | Torino                | Piemont               |
| Villar Focchiardo                 | Torino                | Piemont               |
| Villar Pellice                    | Torino                | Piemont               |
| Villar Perosa                     | Torino                | Piemont               |
| Villar San Costanzo               | Cuneo                 | Piemont               |
| Villarbasse 7950                  | Torino                | Piemont               |
| Villarboit                        | Vercelli              | Piemont               |
| Villareggia                       | Torino                | Piemont               |
| Villaricca                        | Napoli                | Campania              |
| Villaromagnano                    | Alessandria           | Piemont               |
| Villarosa                         | Enna                  | Sicilia               |
| Villasalto                        | Cagliari              | Sardinia              |
| Villasanta                        | Monza e della Brianza | Lombardia             |
| Villasimius                       | Cagliari              | Sardinia              |
| Villasor                          | Cagliari              | Sardinia              |
| Villaspeciosa 7960                | Cagliari              | Sardinia              |
| Villastellone                     | Torino                | Piemont               |
| Villata                           | Vercelli              | Piemont               |
| Villaurbana                       | Oristano              | Sardinia              |
| Villavallelonga                   | L'Aquila              | Abruzzo               |
| Villaverla                        | Vicenza               | Veneto                |
| Villeneuve                        | Aosta                 | Valle d'Aosta         |
| Villesse                          | Gorizia               | Friuli-Veneția Giulia |
| Villetta Barrea                   | L'Aquila              | Abruzzo               |
| Villette                          | Verbano-Cusio-Ossola  | Piemont               |
| Villimpenta 7970                  | Mantova               | Lombardia             |
| Villongo                          | Bergamo               | Lombardia             |
| Villorba                          | Treviso               | Veneto                |
| Vilminore di Scalve               | Bergamo               | Lombardia             |
| Vimercate                         | Monza e della Brianza | Lombardia             |
| Vimodrone                         | Milano                | Lombardia             |
| Vinadio                           | Cuneo                 | Piemont               |
| Vinchiaturo                       | Campobasso            | Molise                |
| Vinchio                           | Asti                  | Piemont               |
| Vinci                             | Florența              | Toscana               |
| Vinovo 7980                       | Torino                | Piemont               |
| Vinzaglio                         | Novara                | Piemont               |
| Viola                             | Cuneo                 | Piemont               |
| Vione                             | Brescia               | Lombardia             |
| Vipiteno                          | Bolzano               | Trentino-Alto Adige   |
| Virle Piemont                     | Torino                | Piemont               |
| Visano                            | Brescia               | Lombardia             |
| Vische                            | Torino                | Piemont               |
| Visciano                          | Napoli                | Campania              |
| Visco                             | Udine                 | Friuli-Veneția Giulia |
| Visone 7990                       | Alessandria           | Piemont               |
| Visso                             | Macerata              | Marche                |
| Vistarino                         | Pavia                 | Lombardia             |
| Vistrorio                         | Torino                | Piemont               |
| Vita                              | Trapani               | Sicilia               |
| Viterbo                           | Viterbo               | Lazio                 |
| Viticuso                          | Frosinone             | Lazio                 |
| Vito d'Asio                       | Pordenone             | Friuli-Veneția Giulia |
| Vitorchiano                       | Viterbo               | Lazio                 |
| Vittoria                          | Ragusa                | Sicilia               |
| Vittorio Veneto 8000              | Treviso               | Veneto                |
| Vittorito                         | L'Aquila              | Abruzzo               |
| Vittuone                          | Milano                | Lombardia             |
| Vitulano                          | Benevento             | Campania              |
| Vitulazio                         | Caserta               | Campania              |
| Viù                               | Torino                | Piemont               |
| Vivaro                            | Pordenone             | Friuli-Veneția Giulia |
| Vivaro Romano                     | Roma                  | Lazio                 |
| Viverone                          | Biella                | Piemont               |
| Vizzini                           | Catania               | Sicilia               |
| Vizzola Ticino 8010               | Varese                | Lombardia             |
| Vizzolo Predabissi                | Milano                | Lombardia             |
| Vo'                               | Padova                | Veneto                |
| Vobarno                           | Brescia               | Lombardia             |
| Vobbia                            | Genova                | Liguria               |
| Vocca                             | Vercelli              | Piemont               |
| Vodo di Cadore                    | Belluno               | Veneto                |
| Voghera                           | Pavia                 | Lombardia             |
| Voghiera                          | Ferrara               | Emilia-Romagna        |
| Vogogna                           | Verbano-Cusio-Ossola  | Piemont               |
| Volano 8020                       | Trento                | Trentino-Alto Adige   |
| Volla                             | Napoli                | Campania              |
| Volongo                           | Cremona               | Lombardia             |
| Volpago del Montello              | Treviso               | Veneto                |
| Volpara                           | Pavia                 | Lombardia             |
| Volpedo                           | Alessandria           | Piemont               |
| Volpeglino                        | Alessandria           | Piemont               |
| Volpiano                          | Torino                | Piemont               |
| Volta Mantovana                   | Mantova               | Lombardia             |
| Voltaggio                         | Alessandria           | Piemont               |
| Voltago Agordino 8030             | Belluno               | Veneto                |
| Volterra                          | Pisa                  | Toscana               |
| Voltido                           | Cremona               | Lombardia             |
| Volturara Appula                  | Foggia                | Puglia                |
| Volturara Irpina                  | Avellino              | Campania              |
| Volturino                         | Foggia                | Puglia                |
| Volvera                           | Torino                | Piemont               |
| Vottignasco 8037                  | Cuneo                 | Piemont               |